# Nam Giản
Huyện tự trị dân tộc Di Nam Giản (南涧彝族自治县; bính âm: Nánjiàn yízú Zìzhìxiàn) là một đơn vị hành chính trực thuộc châu tự trị dân tộc Di Đại Lý ở tây bắc tỉnh Vân Nam, Trung Quốc.

## Trấn
- Nam Giản (南涧镇)
- Bảo Hoa (宝华镇)
- Tiểu Loan Đông (小湾东镇)
- Công Lang (公郎镇)

## Hương
- Bích Khê (碧溪乡)
- Lạc Thu (乐秋乡)
- Vô Lượng (无量乡)
- Ủng Thúy (拥翠乡)

## Giao thông
- Quốc lộ 214